# Luchazi (peuple)
Pour les articles homonymes, voir Luchazi.
Les Luchazi sont une population bantoue d'Afrique australe vivant dans le nord-est de l'Angola et l'ouest de la Zambie.

## Ethnonymie
Selon les sources et le contexte, on observe de multiples formes : Balojash, Chiluchazi, Lucazi, Luchatz, Luchazis, Lujash, Lujazi, Luksage, Lutchase, Lutchaz, Lutshase, Lutshaxe, Lutshazi, Luxage, Mulochazi, Ponda, VaLuchazi, Waluchazi.

## Langue
Ils parlent une langue bantoue, le luchazi. Le nombre total de locuteurs a été estimé à 210 400, dont 155 000 en Angola (2001) et 54 400 en Zambie (1986).